# Barygnathella acrogonia
Barygnathella acrogonia är en fjärilsart som beskrevs av Diakonoff 1954. Barygnathella acrogonia ingår i släktet Barygnathella och familjen vecklare. Inga underarter finns listade i Catalogue of Life.